# Acapulco
Acapulco (formelt Acapulco de Juárez) er en vigtig havneby i delstaten Guerrero ved Mexicos stillehavskyst, 300 km sydvest for Mexico City. I 2003 var det anslåede indbyggertal 638.000. 
I 1960'erne var byen et eksklusivt opholds- og mødested for Hollywoodstjerner og velhavere verden over på linje med Monaco i Europa. Bl.a. Elvis Presley og Frank Sinatra havde deres ferieboliger her. Siden hen er byens celebre selskabsliv og øvrige forretningsliv helt forsvundet på grund af mexicanske mafiabanders overtagelse af byen. I dag er byen kendetegnet ved at være indehaver af rekorden for flest uopklarede drab om året blandt de større byer i verden.[kilde mangler]